# Summorum Pontificum

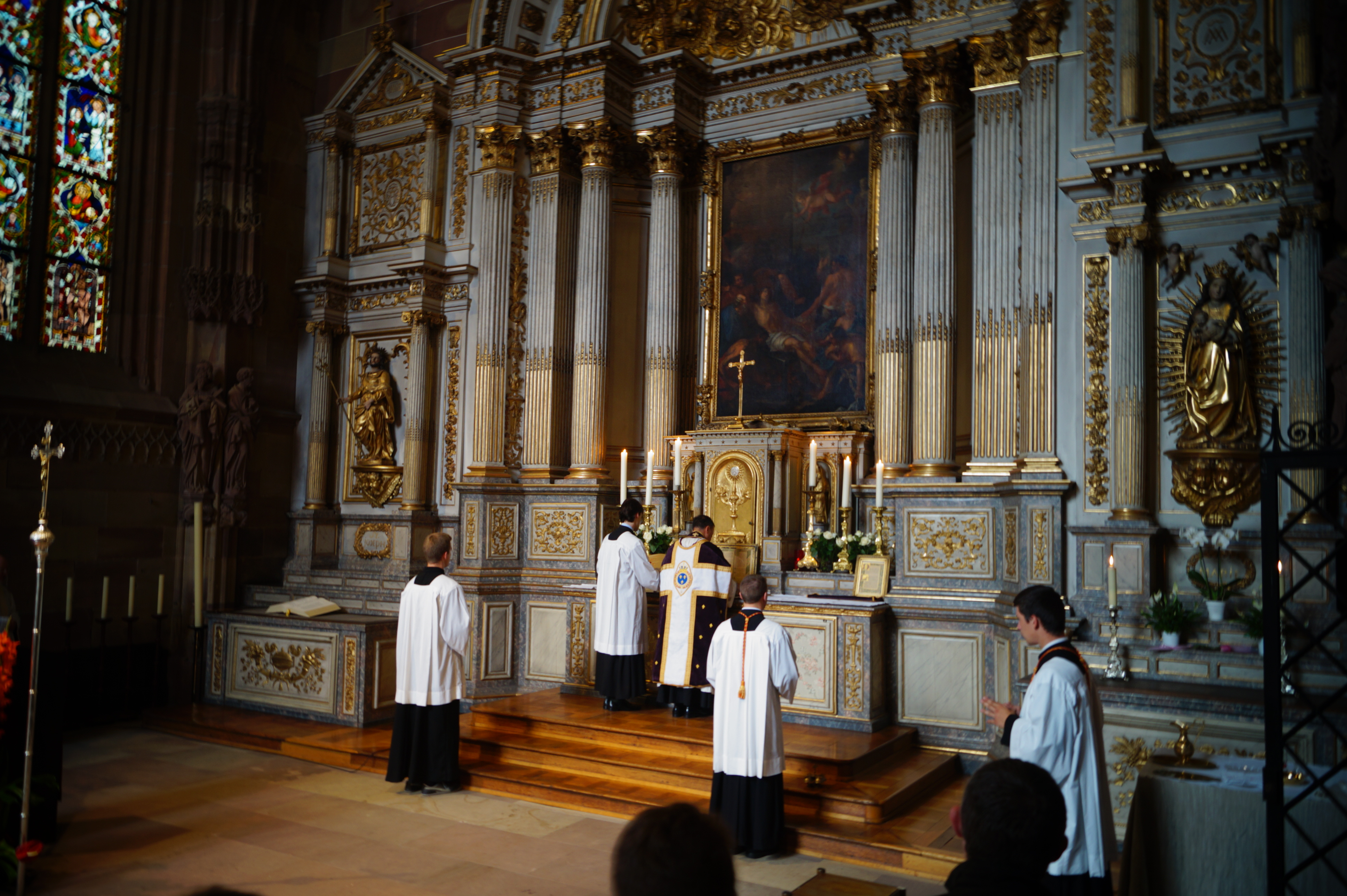
Msza święta w nadzwyczajnej formie rytu rzymskiego

Summorum Pontificum (pol. Najwyżsi Kapłani) – motu proprio papieża Benedykta XVI wydane 7 lipca 2007 roku.
Dokument ten reguluje status prawny nadzwyczajnej formy rytu rzymskiego i zastępuje poprzednie motu proprio Ecclesia Dei ogłoszone 18 lipca 1988 r. przez Jana Pawła II.
Niektóre przepisy motu proprio papieża Benedykta XVI zostały unieważnione przez papieża Franciszka w jego motu proprio Traditionis custodes.